# Elongatomerionoeda venusta
Elongatomerionoeda venusta är en skalbaggsart som beskrevs av Holzschuh 2006. Elongatomerionoeda venusta ingår i släktet Elongatomerionoeda och familjen långhorningar.
Artens utbredningsområde är Sarawak. Inga underarter finns listade i Catalogue of Life.